# Ingleside on the Bay
Ingleside on the Bay ist eine Stadt im San Patricio County im US-Bundesstaat Texas in den Vereinigten Staaten. Das U.S. Census Bureau hat bei der Volkszählung 2020 eine Einwohnerzahl von 614 ermittelt.

## Geographie
Die Stadt liegt an der Corpus Christi Bay am Golf von Mexiko im Südosten von Texas und hat eine Gesamtfläche von 0,8 km².

## Demografische Daten
Nach der Volkszählung im Jahr 2000 lebten hier 659 Menschen in 260 Haushalten und 199 Familien. Die Bevölkerungsdichte betrug 848,1 Einwohner pro km2. Ethnisch betrachtet setzte sich die Bevölkerung zusammen aus 90,74 % weißer Bevölkerung, 0,46 % Afroamerikanern, 0,46 % amerikanischen Ureinwohnern, 0,61 % Asiaten, 0,00 % Bewohnern aus dem pazifischen Inselraum und 5,61 % aus anderen ethnischen Gruppen. Etwa 2,12 % waren gemischter Abstammung und 12,14 % der Bevölkerung waren spanischer oder lateinamerikanischer Abstammung.
Von den 260 Haushalten hatten 28,1 % Kinder unter 18 Jahre, die im Haushalt lebten. 68,8 % davon waren verheiratete, zusammenlebende Paare. 5,4 % waren allein erziehende Mütter und 23,1 % waren keine Familien. 18,1 % aller Haushalte waren Singlehaushalte und in 6,9 % lebten Menschen, die 65 Jahre oder älter waren. Die Durchschnittshaushaltsgröße betrug 2,53 und die durchschnittliche Größe einer Familie belief sich auf 2,87 Personen.
22,3 % der Bevölkerung waren unter 18 Jahre alt, 5,2 % von 18 bis 24, 26,6 % von 25 bis 44, 32,8 % von 45 bis 64, und 13,2 % die 65 Jahre oder älter waren. Das Durchschnittsalter war 43 Jahre. Auf 100 weibliche Personen aller Altersgruppen kamen 104,7 männliche Personen. Auf 100 Frauen im Alter von 18 Jahren und darüber kamen 102,4 Männer.
Das jährliche Durchschnittseinkommen eines Haushalts betrug 45.500 USD, das Durchschnittseinkommen einer Familie 50.357 USD. Männer hatten ein Durchschnittseinkommen von 37.986 USD gegenüber den Frauen mit 22.411 USD. Das Prokopfeinkommen betrug 18.067 USD. 12,4 % der Bevölkerung und 9,8 % der Familien lebten unterhalb der Armutsgrenze. Davon waren 14,5 % Kinder und Jugendliche unter 18 Jahren und 12,0 % waren 65 oder älter.